# The Birds, The Bees & the Monkees
The Birds, the Bees & the Monkees пети је албум групе Тhe Monkees, објављен 1968. године. Ово је први албум групе који није достигао прво место али је био пласиран на трећем. Међутим, албум укључује и најновији сингл групе, Daydream Believer, објављен самостално у октобру 1967. године који се пласира број 1.  Албум је другачији од осталих, сваки музичар снима самостално по једну песму, по свом укусу и у свом стилу. Зајдено снимају песму Valleri која се пласира на трећој позицији топ песама у Сједињеним Државама. Због промене динамике у групи, Петер Торк снима последњи албум након којег напушта групу.

## Списак песама[2]
Прва страна
- 1. Dream World (David Jones, Steve Pitts) – 3:16
- 2. Auntie's Municipal Court (Michael Nesmith, Keith Allison) – 3:55
- 3. We Were Made for Each Other (Carole Bayer, George Fischoff) – 2:24
- 4. Tapioca Tundra (Nesmith) – 3:03
- 5. Daydream Believer (John Stewart) – 2:58
- 6. Writing Wrongs (Nesmith) – 5:06

Друга страна
- 7. I'll Be Back Up on My Feet (Sandy Linzer, Denny Randell) – 2:32
- 8. The Poster (Jones, Pitts) – 2:16
- 9. P.O. Box 9847 (Tommy Boyce, Bobby Hart) – 3:18
- 10. Magnolia Simms (Nesmith, Charles Rockett) – 3:42
- 11. Valleri (Boyce, Hart) – 2:16
- 12. Zor and Zam (Bill Chadwick, John Chadwick) – 2:08

Бонус
Рино Рецордс је 1994. године поново издао албум са пет бонус нумера: 
- 13. Alvin (Nicholas Thorkelson) – 0:27
- 14. I'm Gonna Try (Jones, Pitts) – 2:44
- 15. P.O. Box 9847 (Boyce, Hart) – 3:15
- 16. The Girl I Left Behind Me (Neil Sedaka, Carole Bayer) – 2:40
- 17. Lady's Baby (Peter Tork) – 2:29